# Juta Saská (1240–1287)
Juta Saská či také Brigita (německy Jutta von Sachsen, 1240? - 23. prosince 1287) byla braniborská markraběnka.
Narodila se jako dcera saského vévody Albrechta I. Saského a jeho manželky Anežky, dcery rakouského vévody Leopolda VI. Roku 1255 byla provdána za braniborského markraběte Jana I. Braniborského. Ovdověla roku 1266.